# Batherton
Batherton est un hameau et une paroisse civile anglaise située dans le comté de Cheshire.